# Єгипетський трикутник

Єгипетський трикутник

Єгипетський трикутник — прямокутний трикутник зі співвідношенням сторін 3:4:5.
Особливістю такого трикутника, відомою ще з античних часів, є те, що всі його сторони цілочисельні, а згідно з теоремою, оберненою до теореми Піфагора, він є прямокутним. Єгипетський трикутник є найпростішим (і першим відомим) із Геронових трикутників — трикутників з цілочисельними сторонами і площами. Радіус вписаного в трикутник кола рівний одиниці.
Назву трикутнику з таким співвідношенням сторін дали елліни: в VII—V століттях до н. е. грецькі філософи й суспільні діячі активно відвідували Єгипет. Так, наприклад, Піфагор в 535 р. до н. е. за наполяганням Фалеса для вивчення астрономії й математики подався до Єгипту — і, судячи з усього, саме спроба узагальнити співвідношення квадратів, характерне для єгипетського трикутника, на будь-які прямокутні трикутники й привела Піфагора до доведення його знаменитої теореми[джерело?]. Другий квадрат містить чотири «половинки» першого, отже, його площа вдвічі більша. Це завдання лягло в основу характерного для античного мистецтва способу пропорціонування. Такий спосіб гармонізації пропорцій описав давньогрецький філософ Платон (бл. 427-347 рр. до н. е.).
Такий самий прийом, якщо вірити Плінію Старшому (23-79 рр. н. е.) і Марку Теренцію Варрону (116-27 рр. до н. е.), використовував знаменитий давньогрецький скульптор Поліклет з Аргоса у творі «Канон» (твір не зберігся) .
Сума зазначених чисел (3+4+5=12) із давніх часів використовувалася як одиниця кратності при побудові прямих кутів за допомогою мотузки, розміченої вузлами на 3/12 й 7/12 її довжини. Застосовувався єгипетський трикутник у середньовічній архітектурі для побудови схем пропорційності. Сторони єгипетського трикутника утворюють найпростішу піфагорову трійку: 32+42=52.

## Єгипетський трикутник в історії архітектури
Давньогрецькі архітектори називали будівельників єгипетських пірамід «гарпедонавтами» («натягачами мотузок» від дав.-гр. αρπεδονη - аркан, петля), оскільки вони використовували для побудови вихідної фігури - прямокутного трикутника - мірні шнури. Найпростіший спосіб розбивки плану майбутньої споруди на землі зводиться до побудови прямого кута, від якого залежить проектування центру тяжіння майбутньої споруди на середину підстави - першої умови міцності та надійності споруди. Стародавні зодчі вирішували це завдання геніально просто. Вони брали мірний шнур - мотузку, розділену вузлами на дванадцять рівних частин, з'єднували її кінці (дванадцятий і нульовий вузол) і, розтягуючи на землі, забивали кілочки в землю на третьому, сьомому і дванадцятому поділах. При цьому виходив трикутник із відношеннями сторін 3 : 4 : 5 і він за будь-яких розмірів буде прямокутним. Отримавши прямий кут без жодних обчислень, будівельники могли його збільшувати до потрібних розмірів, переносити у вертикальну площину. Завдяки своїм універсальним властивостям такий трикутник в історії архітектури отримав назву: «єгипетський священний трикутник». Одна з гігантських пірамід у Гізі - піраміда Хефрена - являє собою в поперечному перерізі два «священних трикутника», а відношення висоти до сторони квадратної основи становить 2:3 (143,5 : 215,25 м). За довгий час ці розміри дещо зменшилися (136,4 : 210,5 м).
Числа трикутника: 3, 4, 5, їхня сума 12, а також 7, сума 3 і 4, - постійно трапляються в природі й також шанувалися священними. Згідно з релігійними уявленнями, універсальна геометрія єгипетського трикутника уособлювала Велику тріаду богів: Ісіда і Осіріс (два катети) та їхній син Гор (гіпотенуза). «Буття і небуття зіставляються з Ісідою та Осірісом, а діагональ - з Гором-Соколом» (єгипет. ḥr - “висота”, “небо”).
Історик і математик Ван дер Варден ставив факт використання єгипетського трикутника під сумнів, проте пізніші дослідження його підтвердили.
Єгипетський трикутник застосовували і в архітектурі середніх віків. Побудова трикутника лягла в основу середньовічного принципу тріангуляції (на відміну від квадратури) під час пропорціонування великих кафедральних соборів, причому не лише планів та фасадів, а й також трифоліїв - «трилисників» та інших елементів декору, палітурок вікон, різьблених готичних меблів та орнаменту типу масверк.